# NGC 1641
NGC 1641 is een open sterrenhoop in het sterrenbeeld Goudvis. Het hemelobject werd op 2 december 1834 ontdekt door de Britse astronoom John Herschel.

## Synoniemen
- ESO 84-SC24